# Mehamnupproret

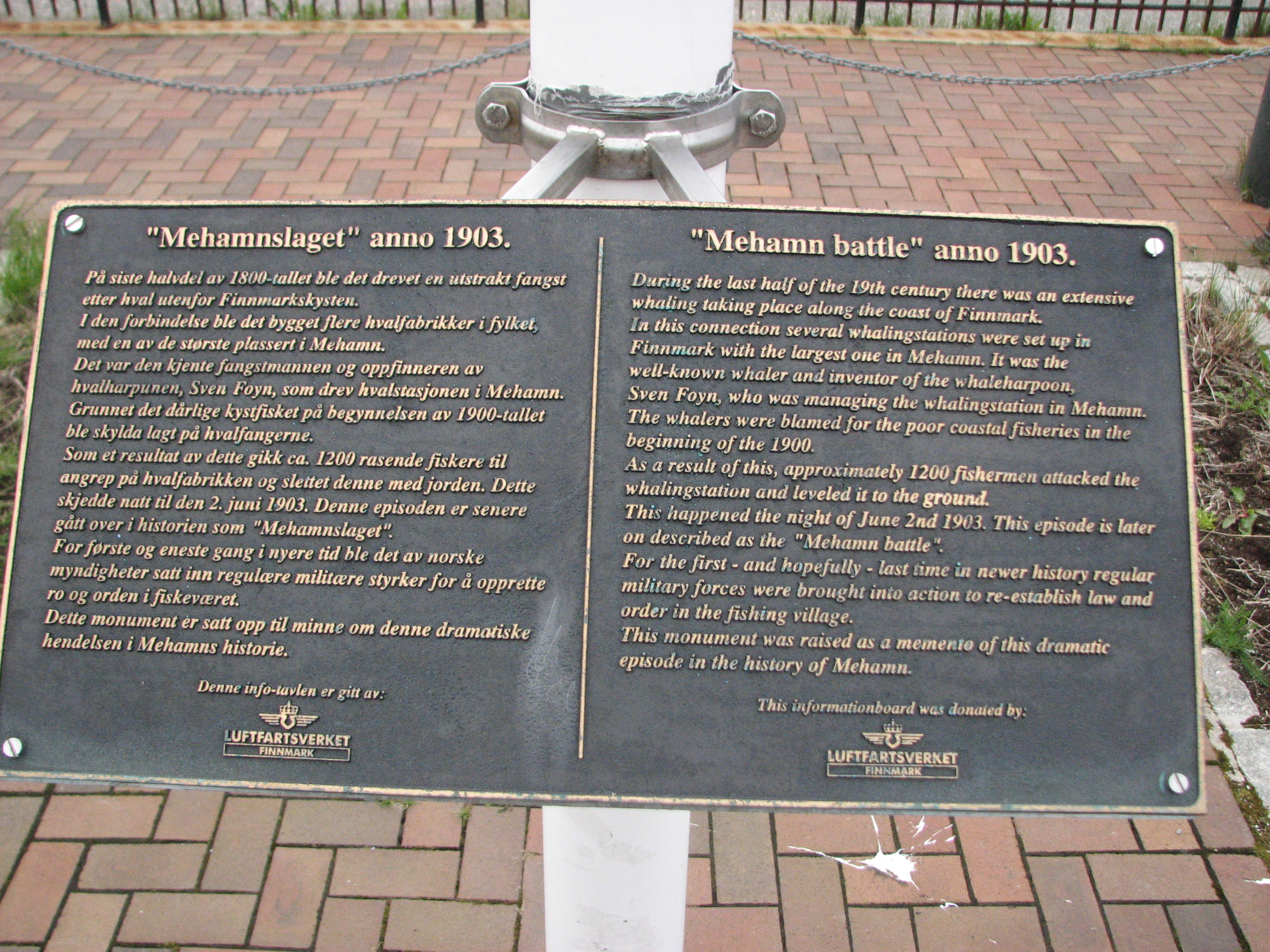
Informationstavla om upproret i Mehamn år 1903.

Mehamnupproret var ett upplopp i det nordnorska samhället Mehamn den 2 juni 1903 då uppretade fiskare förstörde valfångststationen i protest mot  
fångsten som de ansåg förstörde för fisket.
Den industriella valfångsten tog sin början i Finnmark på 1870-talet då bland andra Svend Foyn lät bygga  valfångststationer längs kusten. Tillgången på val reducerades betydligt och de lokala fiskarnas fångster minskade, något man hävdade berodde på att valarna inte längre jagade in fisk till fiskeområdena längs kusten.
Orsaken till det minskade kustfisket hade länge diskuterats mellan parterna och förslag att begränsa eller förbjuda valfångsten hade tagits upp i stortinget vid flera tillfällen utan resultat.

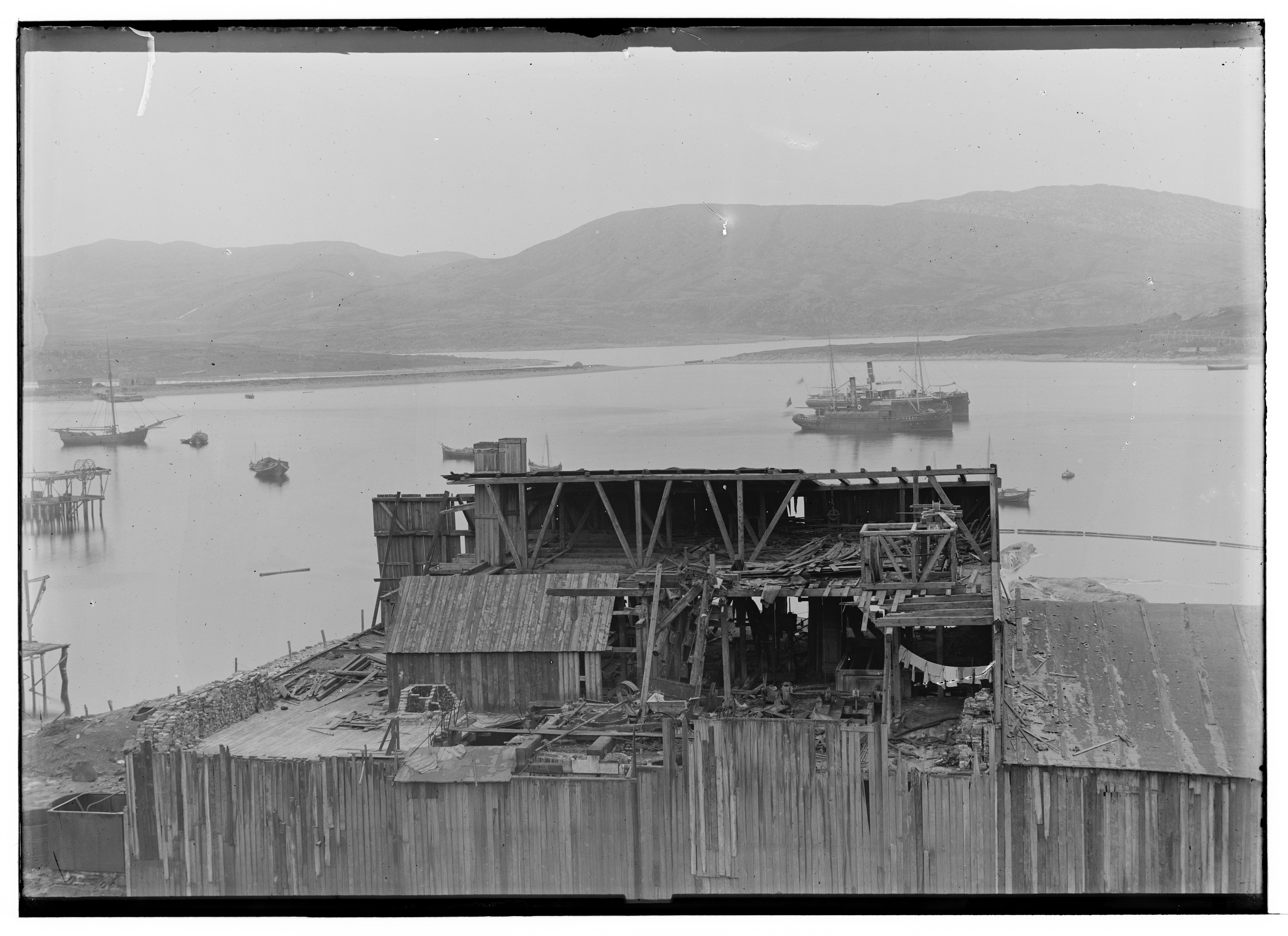
Den förstörda valfångststationen, cirka 1905.

Vintern 1903 hade fångsten av lodda slagit fel, vädret varit  dåligt och grönlandssälar från Vita havet hade härjat längs kusten. I frustration över det uteblivna förbudet mot valfångst  beslöt sig fiskarna att hämnas på valfångstbolagen. Omkring 1 500 man deltog i upploppen som började på natten den 2 juni och pågick till den 4 juli. Valfångststationen raserades helt och militär fick inkallas för att återupprätta ro och orden.
Upprorsmännen åtalades inte för upploppen, men ett tiotal fick 10–20 dagars fängelse eller böter för skadegörelsen.
Den 4 december 1903 godkände stortinget med stor majoritet ett lagförslag om förbud mot valfångst på norskt territorium längs Nordlands, Tromsø och Finmarkens amt. Lagen trädde i kraft den 1 februari 1904 och bolagen fick ersättning av staten för fastigheter och förlorade inkomster.